# 227e division côtière
Pour les articles homonymes, voir 227e division.
La 227e division côtière (227ª Divisione Costiera) était une division d'infanterie de l'armée italienne pendant la Seconde Guerre mondiale. La division était basée en Calabre, une région côtière de l'Italie.
Les divisions côtières étaient des divisions de deuxième ligne, généralement formées d'hommes dans la quarantaine et la cinquantaine destinés à effectuer des tâches ouvrières. Les hommes recrutés localement étaient souvent commandés par des officiers appelés à la retraite. Leurs équipements étaient également de basse qualité.

## Ordre de bataille
- 141e régiment d'infanterie côtier
- 145e régiment d'infanterie côtier